# 인정문
창덕궁 인정문(昌德宮仁政門)은 창덕궁의 정전인 인정전에 이르는 출입문이다. 1985년 1월 8일 대한민국의 보물 제813호로 지정되었다.
인정문은 태종 5년 창덕궁의 창건 때 다른 전각들과 함께 지어졌다. 임진왜란으로 본래의 건물이 불타 없어지자 광해군 즉위년에 창덕궁을 재건하면서 다시 세웠는데, 영조 20년 10월 인접한 승정원에 불이 나면서 연소되어 좌·우 행각과 함께 소실되었다가 이듬해인 1745년 3월에 복구되었다. 그 후 순조 3년 12월에 선정전 서쪽 행각에서 화재가 나 인정전 등이 소실되어 이듬해 12월에 재건될 때 지어진 것으로 여겨진다. 1910년대에 일제에 의해 주위 행랑과 함께 왜식을 가미하며 일부 변형되었었으나 1988년 현재와 같이 원상을 회복하였다.
정면 3칸, 측면 2칸의 다포계 팔작지붕 건물로, 장대석 기단 위에 주좌가 둥근 초석을 놓고 원기둥을 세웠으며, 기둥 상부에는 안초공이 있다. 정면 기단에는 건물 기단과 같은 너비의 계단을 두고, 계단 중앙에 어칸 너비로 소맷돌을 놓아 세 부분으로 구획하였다. 사방에 평주를 돌리고, 가운데 기둥 열 중앙에 두 개의 고주를 세웠다. 가운데 기둥열 세 칸에 각각 두 짝의 판문을 달았는데, 어칸의 문이 그 좌우의 문보다 높게 처리되었다.
공포는 내3출목·외2출목으로 3제공이 중첩되었고, 도리받침 부재는 구름모양으로 깎았다. 내부는 2제공까지는 첨차 끝이 직각으로 절단되고, 그 위는 둥글둥글한 운궁이 되어 도리와 보를 받치고 있다. 고주 위로 대들보를 얹고 그 위에 종보를 둔 5량가이며, 천장은 연등천장으로 서까래와 가구를 노출시켰다. 문 위에는 홍살문이 있다.현재있는문화재는 일제강점기때 훼손된것을
복원한 것이다경복궁으로 따지면  근정문이다.

## 참고자료
- 인정문 - 국가유산청 국가유산포털

 본 문서에는 서울특별시에서 지식공유 프로젝트를 통해 퍼블릭 도메인으로 공개한 저작물을 기초로 작성된 내용이 포함되어 있습니다.